# لا جارايجا
بلدية لا غارايغا (بالكاتالانية: la Garriga) هي إحدى بلديات مقاطعة برشلونة، والتي تقع في منطقة كاتالونيا، شرق إسبانيا.
يبلغ عدد سكانها 14.183 نسمة وفقاً لإحصائية سنة (2007).

## أعلام
- توني خيمينيز